# 雪の喪章
『雪の喪章』（ゆきのもしょう）は、1967年1月14日に大映が配給した、三隅研次監督による文芸映画で、主演は若尾文子。原作は水芦光子。

## あらすじ
昭和五年、妙子は金沢の金箔商である狭山家に嫁ぐ。夫の国夫と姑のりつと幸せな生活を送っていたものの、ある日、夫と女中せいの関係を知り、愕然とする。当初妙子はせいを追い出そうと考えていたものの、せいが身ごもっていたことを知り、家出する。雪山で倒れていたところを番頭の群太郎に助けられる。その際、彼は思いを告白しようとしていたが、駆け付けた国夫を見て逃げる。その後、妙子は彦一を出産し、せいも京太を出産する。
数年後に狭山家は火事で焼失、戦争が激しくなったこともあり、狭山夫妻は大坂にある取引先の東屋へ避難する。それからして、国夫は召集され、東屋も閉鎖したことから、妙子は群太郎が経営する軍需会社に転がり込む。その矢先、国夫が心臓の病で帰国し、さらには金沢の旅館くすもとの女将となったせいからも手紙が来たため、妙子は夫を連れて金沢に戻る。
そして終戦後、妙子は国夫とせいの不倫を再び目撃してしまう。だが、せいは過労で倒れ、旅館は群太郎に譲ると告げて死ぬ。その1か月後、国夫も死ぬ。さらに数年後、狭山家の家業を引き継いだ群太郎も死亡する。

## 配役
- 若尾文子 : 狭山妙子
- 福田豊土 : 狭山国夫
- 吉川満子 : 狭山りつ
- 中村玉緒 : せい
- 天知茂 : 日下群太郎
- 浜世津子 : 群太郎の妻
- 花布辰男 : 今村
- 山川ワタル : 彦一
- 福原真理子 : 彦一の恋人
- 深見泰三 : 東屋
- 月丘千秋 : 仙女
- 中田勉 : 建築業者Ａ
- 河島尚真 : 建築業者Ｂ
- 北原義郎 : 桐野三治
- 白井玲子 : 三治の妻
- 春本泰男 : 貸席の主人
- 三島愛子 : 貸席の主人の妻
- 笠原玲子 : 小婢
- 横江弘子 : 狭山家の女中
- 日高加月枝 : 狭山家の女中
- 松村若代 : 狭山家の女中
- 山下三千代 : 狭山家の女中
- 小島美沙 : 狭山家の女中
- 飛田喜佐夫 : 箔職人
- 中原健 : 箔職人
- 井上大吾 : 箔職人
- 志保京助 : 箔職人
- 喜多大八 : 箔職人
- 森田健二 : 箔職人
- 石田俊介 : 箔職人

## スタッフ
- 監督 : 三隅研次
- 企画 : 三輪孝仁
- 撮影 : 小林節雄
- 美術 : 下河原友雄
- 音楽 : 池野成
- 原作 : 水芦光子
- 編集 : 中静達治
- 脚本 : 八住利雄

## 同時上映
- 『限りある日を愛に生きて』